# Claisen-Schmidt-Kondensation
Bei der Claisen-Schmidt-Kondensation, benannt nach den Entdeckern Ludwig Claisen und J. Gustav Schmidt, handelt es sich um eine Namensreaktion aus dem Bereich der organischen Chemie, die 1881 erstmals beschrieben wurde.
Die Claisen-Schmidt-Kondensation ist eine spezielle Form der gekreuzten Aldolreaktion, bei der Aldehyde ohne α-Wasserstoff-Atom, mit aliphatischen Aldehyden oder Ketonen, selektiv zu α,β-ungesättigten Carbonylverbindungen umgesetzt werden können.

## Übersichtsreaktion
Bei der gekreuzten Aldolreaktion kann durch Deprotonierung der α-Wasserstoff-Atome von zwei unterschiedlichen Carbonylverbindungen ein Gemisch von mehr als vier verschiedenen Produkten entstehen. Durch Verwendung eines meist aromatischen Aldehyds ohne α-Wasserstoff-Atom und Aldehyden oder Ketonen als Edukte, lässt sich durch die Claisen-Schmidt-Kondensation die Anzahl an Produkten halbieren. Da Aldehyde reaktiver sind als Ketone, kommt es vorrangig zur Reaktion zwischen dem deprotonierten Keton und dem Aldehyd, wodurch α,β-ungesättigte Carbonylverbindungen gebildet werden. Die Reaktion kann sowohl im basischen als auch im sauren Milieu durchgeführt werden.
Im Folgenden wird die Reaktion beispielhaft mit Benzaldehyd und einem Keton mit Alkylrest veranschaulicht, welcher selektiv zu einer α,β-ungesättigten Carbonylverbindung umgesetzt wird.

## Reaktionsmechanismus
Die Reaktion verläuft über die Aldolkondensation.